# Юрій Тишкевич

Юрій Тишкевич (1596, Віштинець — 7 січня 1656, Домново) — релігійний і державний діяч Великого князівства Литовського, канонік краківський і віленський, суфраган віленський (1627), єпископ жемайтський (1634 — 1649) і віленський (1649 — 1656). 

## Життєпис
Представник литовського магнатського роду Тишкевичів герба «Леліва». Син воєводи берестейського Яна Остафія Тишкевича (1571 — 1631) і княгині Софії Вишневецької. Мав братів Антонія Яна, Казимира, Кшиштофа і Феліціяна. 
Навчався в єзуїтських академіях у Вільнюсі, Любліні, Познані та Кракові. 
Канонік краківський, з 1626 — віленський.  
17 травня 1627 отримав сан титулярного єпископа метонського і суфрагана віленського.  
19 грудня 1633 призначений ординарієм Жемайтським.  
25 червня 1634  Юрій Тишкевич зведений в сан єпископа жемайтського. 
Дбав про розвиток шкіл в Жемайтії, чотири рази проводив єпархіальні синоди (1636, 1639, 1643 і 1647).  
У 1637 створив Кальварію в містечку Жемайчіу-Кальварія, де заснував домініканський монастир.  
У 1632 освятив домініканський костел в Сейнах. 
У 1638 Юрій Тишкевич призначений посланцем польського короля і великого князя литовського Владислава IV Вази до папи римського Урбана VIII, від якого отримав почесний титул прелата.  
У 1645 керував католицькою делегацією в Торуні на релігійному диспуті між протестантами і католиками про примирення християнських течій. 
9 грудня 1649 Юрій Тишкевич призначений єпископом віленським, організував єпархіальний синод, провів ревізію парафій. Напочатку польсько-шведської війни перебрався в Кенігсберг . 